# 192-я танковая бригада
 192-я отдельная танковая бригада  — танковая бригада Красной армии в годы Великой Отечественной войны.
Сокращённое наименование — 192 отбр.

## Формирование и организация
192-я танковая бригада сформирована на основании Директивы НКО № 723499сс от 15.02.1942 г. в Горьковском АБТ центре (Горький) в период с 15 февраля по 1 мая 1942 г.
24 апреля 1942 г. убыла в район Монаевки на Брянский фронт.
1 мая 1942 г. после сформирования поступила в подчинение 60-й армии Западного фронта.
28 июня 1942 г. — Директивой Ставки ВГК № 994081 от 27.06.1942 г. включена в состав Западного фронта.
3 ноября 1942 г. выведена в резерв Ставки ВГК в Дзержинск Горьковской обл. на формирование.
14 января 1943 г. поступила в подчинение 18-го ск Воронежского фронта. 22 января 1943 г. подчинена 40-й армии Воронежского фронта. 10 марта 1943 г. поступила в распоряжение Командующему БТ и МВ Воронежского фронта. 24 апреля 1943 г. подчинена 38-й армии Воронежского фронта.
5 июня 1943 г. переподчинена 40-й армии Воронежского фронта. 7 июля 1943 г. поступила в подчинение 1-й ТА Воронежского фронта. 18 июля 1943 г. переподчинена 6-й армии Воронежского фронта.
В период 3 — 6 августа 1943 г. передислоцировала в Тульский ТВЛ, где поступила в резерв Ставки ВГК
Приказом НКО № 306 от 23 октября 1943 г. 192-я танковая бригада переформирована в 39-ю гвардейскую танковую бригаду.

## Боевой и численный состав
Бригада сформирована по штатам № 010/345-010/352 от 15.02.1942 г.:
- Управление бригады [штат № 010/345]
- 416-й отд. танковый батальон [штат № 010/346]
- 417-й отд. танковый батальон [штат № 010/346]
- Мотострелково-пулеметный батальон [штат № 010/347]
- Противотанковая батарея [штат № 010/348]
- Зенитная батарея [штат № 010/349]
- Рота управления [штат № 010/350]
- Рота технического обеспечения [штат № 010/351]
- Медико-санитарный взвод [штат № 010/352]

Директивой НКО № УФ2/882 от 25.10.1942 г. и Директивой Зам. НКО № 1105358 от 08.11.1942 г. переведена на штаты № 010/345-010/352, 010/396 от 15.02.1942 г.:
- Управление бригады [штат № 010/345]
- 416-й отд. танковый батальон [штат № 010/396]
- 417-й отд. танковый батальон [штат № 010/396]
- Мотострелково-пулеметный батальон [штат № 010/347]
- Противотанковая батарея [штат № 010/348]
- Зенитная батарея [штат № 010/349]
- Рота управления [штат № 010/350]
- Рота технического обеспечения [штат № 010/351]
- Медико-санитарный взвод [штат № 010/352]

## Подчинение
Периоды вхождения в состав Действующей армии:
- с 01.05.1942 по 07.02.1943 года.
- с 23.11.1942 по 31.07.1943 года.

| Дата            | Фронт (округ)            | Армия      | Корпус | Дивизия | Бригада | Примечания |
| --------------- | ------------------------ | ---------- | ------ | ------- | ------- | ---------- |
| 01.04.1942 года | Московский военный округ |            |        |         |         |            |
| 01.05.1942 года | Брянский фронт           |            |        |         |         |            |
| 01.06.1942 года | Брянский фронт           | 61-я армия |        |         |         |            |
| 01.07.1942 года | Брянский фронт           | 61-я армия |        |         |         |            |
| 01.08.1942 года | Брянский фронт           | 61-я армия |        |         |         |            |
| 01.09.1942 года | Брянский фронт           | 61-я армия |        |         |         |            |
| 01.10.1942 года | Брянский фронт           | 61-я армия |        |         |         |            |
| 01.11.1942 года | Брянский фронт           | 61-я армия |        |         |         |            |
| 01.12.1942 года | Воронежский фронт        |            |        |         |         |            |
| 01.01.1943 года | Воронежский фронт        | 40-я армия |        |         |         |            |
| 01.02.1943 года | Воронежский фронт        |            |        |         |         |            |
| 01.03.1943 года | Воронежский фронт        |            |        |         |         |            |
| 01.04.1943 года | Воронежский фронт        |            |        |         |         |            |
| 01.05.1943 года | Воронежский фронт        | 38-я армия |        |         |         |            |
| 01.06.1943 года | Воронежский фронт        | 38-я армия |        |         |         |            |
| 01.07.1943 года | Воронежский фронт        | 38-я армия |        |         |         |            |
| 01.08.1943 года | РВГК                     |            |        |         |         |            |
| 01.09.1943 года | РВГК                     |            |        |         |         |            |
| 01.10.1943 года | РВГК                     |            |        |         |         |            |

## Командиры

### Командиры бригады
- Петров Иван Иванович, полковник, с 19.01.1943 генерал-майор , 02.05.1942 — 02.02.1943 года.[1][2]
- Шевченко Пётр Фёдорович, майор, с 11.02.1943 врид, подполковник, 02.02.1943 — 05.04.1943 года.[3]
- Караван, Александр Филиппович, подполковник, ид, с 22.05.1943 полковник, 09.04.1943 — 24.06.1943 года.
- Караван Александр Филиппович, полковник, 24.06.1943 — 21.08.1943 года.[4]
- Литвин Николай Никитович, подполковник, врид, 22.08.1943 — 23.10.1943 года.[5]

### Начальники штаба бригады
- Крымцев Григорий Григорьевич, майор, 05.05.1942 — 05.08.1942 года.[6]
- Хомяков Тимофей Иванович, подполковник, 05.08.1942 — 28.10.1942 года.[7]
- Литвин Николай Никитович, подполковник, 28.10.1942 — 14.11.1942 года.[5]
- Сухинин Николай Алксандрович, майор, 14.11.1942 — 02.01.1943 года.[8]
- Тертичный Пётр Денисович, подполковник, 02.01.1943 — 09.02.1943 года.[9]
- Литвин Николай Никитович, подполковник, 09.02.1943 — 14.08.1943 года.
- Сливинский Владимир Александрович, майор, 14.08.1943 — 00.10.1943 года.[10]

### Заместитель командира бригады по строевой части
- Шевченко Пётр Фёдорович, майор, с 11.02.1943 подполковник, ид, 00.09.1942 — 28.04.1943 года.
- Свешников Сергей Всеволодович Архивная копия от 29 июня 2021 на Wayback Machine, подполковник, 00.04.1943 — 00.09.1943 года.

### Начальник политотдела, заместитель командира по политической части
- Шевченко Семён Петрович, старший батальонный комиссар, с 23.11.1942 подполковник, 09.03.1942 — 05.03.1943 года.
- Гаглоев Николай Давидович, подполковник, 05.03.1943 — 16.06.1943 года.
- Левит Моисей Гильевич, подполковник, 16.06.1943 — 23.10.1943 года.

## Боевой путь

### 1942
В июле 1942 года 61-я армия Западного фронта проводила Волховскую наступательную операцию, конечной задачей которой было освобождение г. Болхова Орловской обл. В числе танковых соединений, участвовавших в этой операции, находилась и 192-я танковая бригада (14 МЗс, 31 МЗл, 2 «Матильды») По состоянию на 3 июня 1942 года 192-я танковая бригада имела в своем составе 13 М3 Средних и 30 М3 Легких, ещё 1 средний и 2 легких танках находились в ремонте. Ещё один М3 Легкий выбыл из строя к 20 июня. Некоторые танки получили имена собственные, например, машина с бортовым номером 7201 получила имя «Пожарский», а М3 Легкий с бортовым номером 7211 — имя собственное «Отважный». Но вот применение этих машин в 3-й Болховской наступательной операции оказалось неудачным. 192-я танковая бригада в ночь с 4 на 5 июля сосредоточилась на исходных позициях. Наступление совпало с началом операции — 5 июля 1942 года. В 5:30 бригада, поддерживая 149-ю стрелковую дивизию, двинулась в бой совместно с 68-й танковой бригадой. В ходе утренней атаки 1 М3 Легкий подорвался на мине. Дальнейшие действия оказались куда менее успешными. Отсеченная вражеским огнем пехота двигалась крайне медленно. Это привело к тому, что танки несколько раз возвращались к ней, это привело к дополнительным потерям. Полковник И. И. Петров, командир 192 ТБр, ввел в бой основную группу М3 Легких, выступавших в роли резерва. Политрукам бригады пришлось вылезать из танков, чтобы вести пехоту за собой. К 6:40 ударной группе удалось взять Кабала и Близновское, при этом танки утюжили немецкую линию обороны, уничтожая огневые точки. Артиллерия, которая должна была поддерживать действия бригады огнем, потеряла ориентировку. Это стало причиной потери от собственного огня 6 танков. К исходу дня немецкие войска контратаковали, бригаде пришлось отойти, при этом она понесла потери от флангового огня. На сей раз «отличилась» 68-я танковая бригада, принявшая машины 192 ТБр за немецкие. Дополнительные потери бригада понесла в виде застрявших танков. В итоге бригада за один день потеряла 40 танков. Часть из них оказалась немецкими трофеями, некоторые удалось эвакуировать. Позже из ставшихся машин двух бригад собрали ударную группу, которая поддерживала 149-ю стрелковую дивизию. В последующих боях бригада потеряла ещё 2 М3 Средних и 6 М3 Легких. Всего к 10 июля безвозвратные потери составили 33 танка, из них 19 М3 Легких. По состоянию на 11 июля в бригаде осталось всего 3 танка данного типа.

### 1943
В составе войск 40-й армии участвовала в освобождении г. Белгород.
В июле 1943 г. 192-я отбр участвовала в боях на «Курской дуге», обороняя направление вдоль шоссе Белгород-Обоянь, оперативно подчиняясь командующему 1-й ТА.

## Отличившиеся воины
- В бою за Белгород с 8 на 9 февраля 1943 г, погиб командир взвода управления 417 танкового батальона 192 тб старший лейтенант Попов Андрей Иванович . Первым ворвавшись в город огнем танкового орудия уничтожил 5 ДЗОТов., 2 противотанковых орудия, подбил танк.[14] Андрей Попов посмертно награждён орденом Отечественной войны II степени. В городе Белгород 5 августа 1957 года на перекрестке улицы Попова и Народного бульвара установлен памятник гвардии старшему лейтенанту Попову А. И.[15]